# Bruno Correa (Fußballspieler, 1991)
Bruno Correa, vollständiger Name Bruno Martín Correa Araújo, (* 27. Juli 1991 in Montevideo) ist ein uruguayischer Fußballspieler.

## Karriere
Der 1,67 Meter große Mittelfeldakteur Correa stand zu Beginn seiner Karriere spätestens seit der Clausura 2010 im Profikader der Montevideo Wanderers. In jener Halbserie absolvierte er bei den Montevideanern ein Erstligaspiel, dem in der Clausura 2011 ein weiterer Einsatz in der höchsten uruguayischen Spielklasse folgte. Mitte August 2011 bis Ende Juni 2012 wurde er an den Club Atlético Peñarol ausgeliehen. Pflichtspieleinsätze bei den Profis sind dort allerdings nicht verzeichnet. Nach Rückkehr zu den Wanderers wechselte er im Januar 2013 zum Club Atlético Progreso. In der Clausura 2013 bestritt er 13 Partien (kein Tor) in der Primera División. Ab Juli 2013 setzte er seine Karriere bei Sud América fort und kam in der Apertura jenes Jahres zu vier Erstligaeinsätzen (kein Tor). Anfang Februar 2014 verpflichtete ihn Zweitligist Villa Teresa. Für diesen Klub lief er achtmal in der Segunda División auf und traf einmal ins gegnerische Tor. Von Mitte August 2014 spielte er ein Jahr lang für den Canadian Soccer Club. Bei 19 Zweitligaeinsätzen in der Saison 2013/14 erzielte er dort fünf Treffer. Seit Mitte August 2015 ist Villa Española sein Arbeitgeber. Beim Zweitligisten absolvierte er 19 Zweitligaspiele, in denen er drei Tore schoss und trug damit zum Aufstieg in die Primera División am Ende der Spielzeit 2015/16 bei. Während der Saison 2016 wurde er 13-mal (kein Tor) in der höchsten uruguayischen Spielklasse eingesetzt. Im Februar 2017 verpflichtete ihn der Zweitligist Club Atlético Torque.